# Mito dos nazistas gays

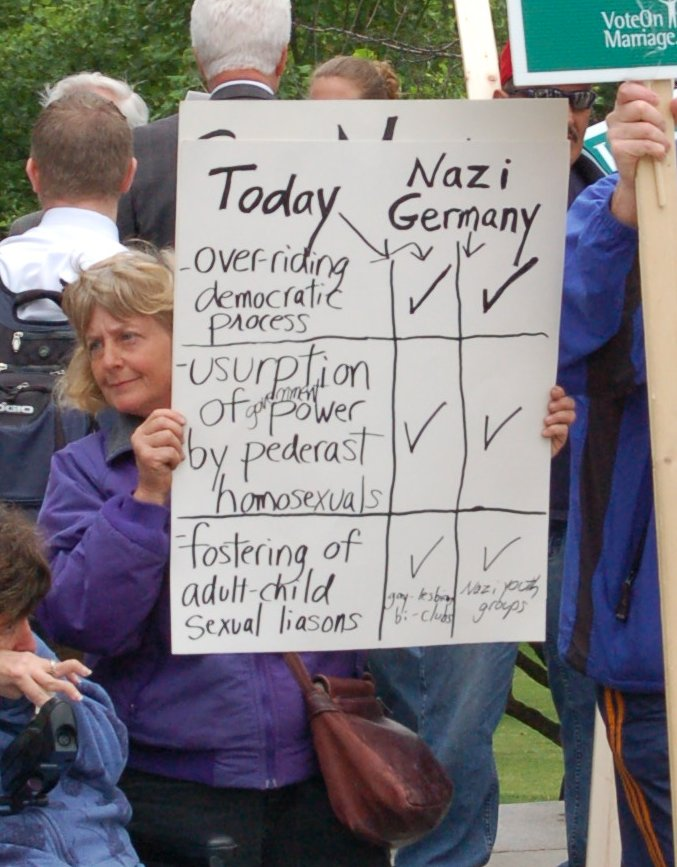
Manifestação em oposição ao casamento entre pessoas do mesmo sexo na cidade de Boston, EUA, em 2007. Na imagem, uma manifestante segura um cartaz em que compara os ativistas gays da atualidade com os nazistas da década de 1930.

O Mito dos nazistas gays é um factoide generalizado e duradouro alegando que os homossexuais eram numerosos e proeminentes como um grupo no Partido Nazista ou a identificação do nazismo com a homossexualidade de forma mais geral. Ele foi promovido por vários indivíduos e grupos desde antes da Segunda Guerra Mundial até o presente, especialmente por alemães de esquerda durante a era nazista e pela direita cristã nos Estados Unidos mais recentemente. Embora os homens gays tenham aderido ao Partido Nazista, não há evidências de que eles estivessem super-representados. Os nazistas criticaram duramente a homossexualidade e perseguiram severamente os homens gays, chegando a assassiná-los em massa. Portanto, alguns historiadores consideram o mito como não tendo mérito.

## Antecedentes
A propaganda nazista afirmava que "a emancipação homossexual era uma conspiração judaica para minar a moralidade do povo alemão". Em 1928, dirigentes do Partido Nazista pontuaram, fundamentados pelo parágrafo 175, a lei alemã que criminaliza a homossexualidade, que "Qualquer pessoa que pense em amor homossexual é nosso inimigo". De acordo com Laurie Marhoefer, um pequeno número de homens gays pertencia a uma facção secreta dentro do partido nazista que favorecia a emancipação gay enquanto denegria feministas, judeus e esquerdistas.
Após os nazistas tomarem o poder na Alemanha, os homossexuais foram perseguidos. Cerca de 100.000 homens foram presos, 50.000 condenados e cerca de 5.000 a 15.000 internados em campos de concentração nazistas, onde foram forçados a usar emblemas de triângulo rosa. Alguns foram submetidos à castração ou outros experimentos humanos nazistas com o objetivo de curar a homossexualidade. Adolf Hitler assinou um decreto que determinava que os membros da SS e da polícia estariam sujeitos à pena de morte se fossem pegos se envolvendo em atividades homossexuais.

## História

### Origens

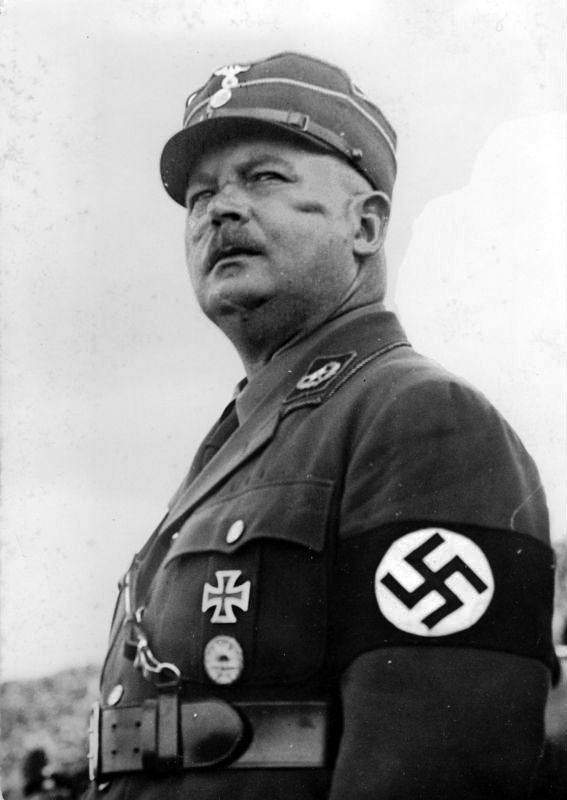
Ernst Röhm, nazista proeminente conhecido por sua homossexualidade.

O mito é quase tão antigo quanto o próprio Partido Nazista. O Partido Social-Democrata da Alemanha (SPD) e o Partido Comunista da Alemanha (KPD) foram os principais apoiadores da revogação do parágrafo 175, a lei alemã que criminaliza a homossexualidade, mas também usaram oportunisticamente acusações de homossexualidade contra oponentes políticos. Contemporâneos notaram a hipocrisia dessa abordagem. O historiador Christopher Dillon comenta: "Embora longe do melhor momento da social-democracia alemã moralmente... foi uma tática astuta politicamente". Confrontados com a ascensão do nazismo, eles exploraram um estereótipo que associava a homossexualidade ao militarismo que havia sido estabelecido durante o escândalo de Harden-Eulenburg e exploraram a homossexualidade de alguns nazistas, especialmente Ernst Röhm, para propaganda. Por exemplo, em 1927, os deputados do SPD vaiaram o deputado nazista Wilhelm Frick, gritando "Hitler, heil, heil, heil. Heil Eulenburg!" depois que Frick pediu penas severas para a homossexualidade. Os paramilitares de esquerda provocaram a SA com gritos de Geil Röhm ("Röhm quente!"), Schwul Heil ("Heil Gay") ou SA, Hose Runter! ("SA, calças abaixadas!"). Em 1931, o SPD revelou a homossexualidade de Röhm em um esforço para prevenir ou atrasar a tomada do poder pelos nazistas em um momento em que os defensores da democracia de Weimar sentiam que estavam ficando sem opções.
O best-seller mundial The Brown Book of the Reichstag Fire and Hitler Terror (1933), de autoria do político do Partido Comunista da Alemanha Willi Münzenberg, alegou que o assistente de Röhm, Georg Bell, que foi assassinado no início de 1933 na Áustria, havia sido seu cafetão e havia conseguido o incendiário do Reichstag, Marinus van der Lubbe, para Röhm. O livro alegou que uma camarilha homossexual da SA liderada por Edmund Heines ateou fogo no Reichstag; van der Lubbe ficou para trás e concordou em aceitar a única culpa por causa de seu desespero por afeição; Bell foi morto para encobrir isso. Não havia evidências para essas alegações, e, na verdade, Heines estava a várias centenas de quilômetros de distância na época. No entanto, o assunto era tão politicamente explosivo que foi ao ar no julgamento de van der Lubbe em Leipzig. Wackerfuss afirma que a conspiração do Reichstag atraiu os antifascistas devido à sua crença preexistente de que "o cerne da política nacionalista militante dos nazis residia nos esquemas sinistros de criminosos homossexuais decadentes".
Especulações sobre a suposta homossexualidade de vários líderes nazistas, especialmente Rudolf Hess, Baldur von Schirach e o próprio Hitler, eram populares na mídia da oposição alemã exilada. Na União Soviética, o escritor Maxim Gorky afirmou que "erradicar os homossexuais [fará] o fascismo desaparecer". Os esquerdistas, mesmo aqueles que eram gays, continuaram a ter aversão a todo sexo não monogâmico ou não heterossexual. Os antifascistas gays tiveram que ficar no armário para evitar a rejeição de seu movimento.
Hitler exagerou a homossexualidade na SA para justificar o expurgo de 1934 da liderança da SA (a Noite das Facas Longas). De acordo com o historiador britânico Daniel Siemens , foram os nazistas, não a esquerda, os maiores responsáveis pela impressão duradoura da SA como homossexual.

Outros antinazistas, como Kurt Tucholsky, escrevendo no jornal de esquerda liberal Die Weltbühne em 1932, rejeitaram a ideia de atacar oponentes por suas vidas pessoais. Sobre o escândalo Röhm, ele comentou: "Lutamos contra o escandaloso parágrafo 75, em todos os lugares que podemos, portanto, não devemos nos juntar ao coro daqueles entre nós que querem banir um homem da sociedade por ser homossexual". O escritor alemão Klaus Mann (ele próprio homossexual) escreveu em um ensaio polêmico, "'Vício' e a Esquerda" (1934), que os homossexuais haviam se tornado os "judeus dos antifascistas". Ele também denunciou a equiparação do arquétipo fascista e da homossexualidade. Mann concluiu:
No Terceiro Reich, gays são regularmente presos e colocados em campos de trabalho forçado ou até mesmo castrados e executados. Fora da Alemanha, eles são ridicularizados pela imprensa de esquerda e pela comunidade de emigrantes alemães. Chegamos ao ponto em que os homossexuais estão sendo transformados em bodes expiatórios por todos os lados. De qualquer forma, a homossexualidade não será "erradicada" e, se fosse, deixaria a civilização mais pobre.
Embora Mann fosse um dos intelectuais mais proeminentes entre os alemães exilados, seu ensaio foi ignorado.

### Vício Nacional da Alemanha
Em 1945, Samuel Igra, um judeu alemão que passou a guerra na Inglaterra, publicou um livro, Vício Nacional da Alemanha, alegando que "há uma conexão causal entre a perversão sexual em massa" e os crimes de guerra alemães durante as duas guerras mundiais. Este era um novo elemento não presente no discurso antifascista da década de 1930. Igra citou com aprovação o diplomata britânico Robert Smallbones, que escreveu em 1938 que "A explicação para este surto de crueldade sádica pode ser que a perversão sexual, em particular a homossexualidade, é muito prevalente na Alemanha". Ele argumentou que, uma vez que tanto o judaísmo quanto o cristianismo tradicionalmente condenaram a homossexualidade, "os judeus eram os inimigos naturais dos líderes nazistas homossexuais, como Hitler e Röhm". Igra escreveu:
Penso que é razoável sustentar que as forças psicológicas que desencadearam as orgias sádicas dos campos de concentração, os assassinatos em massa na Alemanha, ... e as atrocidades subsequentes nos países ocupados podem ser atribuídas principalmente a uma fonte e que essa fonte é a perversão moral que era desenfreada entre os líderes nazistas e que teve sua personificação típica no próprio Hitler.
O estudioso britânico Gregory Woods descreve o livro de Igra como "uma busca sustentada e obsessiva pelo mito da homossexualidade fascista". O argumento de Igra é prejudicado por sua incapacidade de explicar a perseguição nazista aos homossexuais ou de justificar sua afirmação de que a homossexualidade aumenta o antissemitismo. Segundo Woods, as alegações de Igra "reapareceram em intervalos regulares desde a guerra".

### Literatura e cinema do pós-guerra
O historiador e sociólogo Harry Oosterhuis identificou os filmes Os Deuses Malditos (1969) de Luchino Visconti, O Conformista (1971) de Bernardo Bertolucci, Salò ou os 120 Dias de Sodoma  (1975) de Pier Paolo Pasolini e O Tambor (1978) de Volker Schlöndorff como repetindo o tropo de uma conexão entre homossexualidade e nazismo. Ele também identifica Theodor W. Adorno, Maria Antonietta Macciocchi e Reimut Reiche como escritores que empregam esse tropo. Susan Sontag também afirmou que "há uma ligação natural" entre o fascismo e o sadomasoquismo entre homens.

### Ativismo anti-LGBT

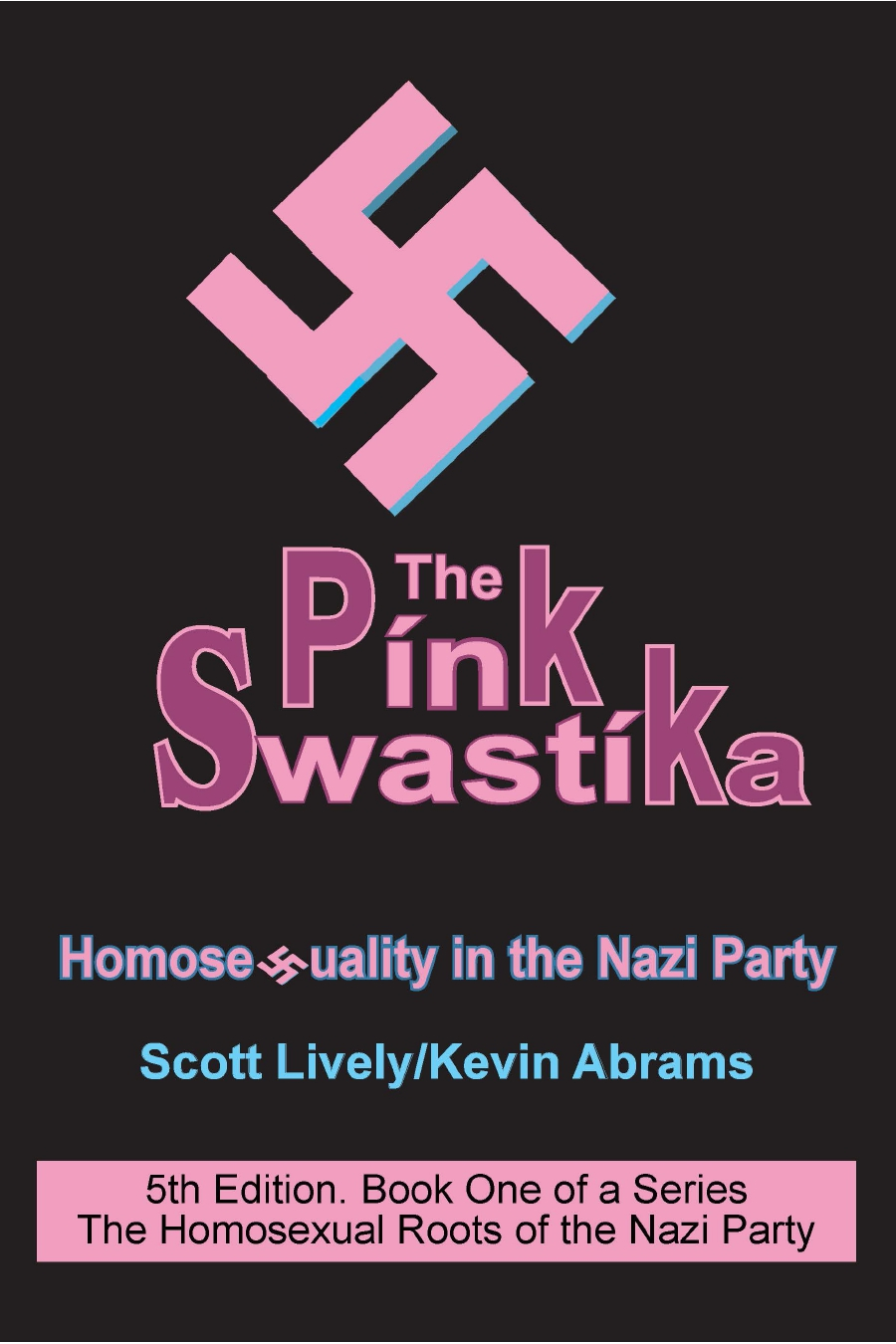
A Suástica Rosa: Homossexualidade no Partido Nazi (1995), livro que promoveu o mito.

Pat Robertson também promoveu a ideia de nazistas gays, alegando que "Muitas das pessoas envolvidas com Adolf Hitler eram satanistas. Muitas delas eram homossexuais. Os dois parecem andar juntos". A ideia foi promovida no livro de 1995 A Suástica Rosa: Homossexualidade no Partido Nazi, de Scott Lively e Kevin Abrams. A suposta conexão entre homossexualidade e nazismo alcançou alguma popularidade na direita norte-americana, sendo promovida por grupos como a American Family Association. Em 1993, o Family Research Institute enviou um jornal perguntando "O jovem Hitler era uma prostituta homossexual?", citando o livro de Igra como prova de que Hitler era homossexual antes de sua ascensão ao poder. O grupo conservador anti-gay Oregon Citizens Alliance afirmou:
A homossexualidade era um elemento CENTRAL do sistema fascista, que a elite nazista estava desenfreada com a homossexualidade e a pederastia, que Adolf Hitler se cercou intencionalmente de homossexuais durante toda a sua vida adulta e que as pessoas mais responsáveis por muitas atrocidades nazistas eram homossexuais.
Em 2015, declarações de que ativistas LGBT eram "bandidos homofascistas de botas" e que Hitler era homossexual estavam entre as controvérsias que levaram à demissão do funcionário do Comitê Nacional Republicano Bryan Fischer. Fischer também afirmou que o partido nazista foi fundado em "um bar gay em Munique", que apenas nazistas que eram "homossexuais comprometidos" poderiam avançar nas fileiras do partido e que "ativistas homossexuais... [irão] fazer a mesma coisa com você que os nazistas fizeram com seus oponentes na Alemanha nazista". Durante o referendo irlandês de 2015 sobre o casamento entre pessoas do mesmo sexo, o psicólogo e opositor da proposta Gerard J. M. van den Aardweg afirmou que "o partido nazista estava 'enraizado' em homossexuais". Em Death of a Nation, um filme de 2018 elogiado por Donald Trump Jr., Dinesh D'Souza afirmou que Hitler não perseguiu homossexuais na Alemanha nazista.

## Recepção

### Historicidade

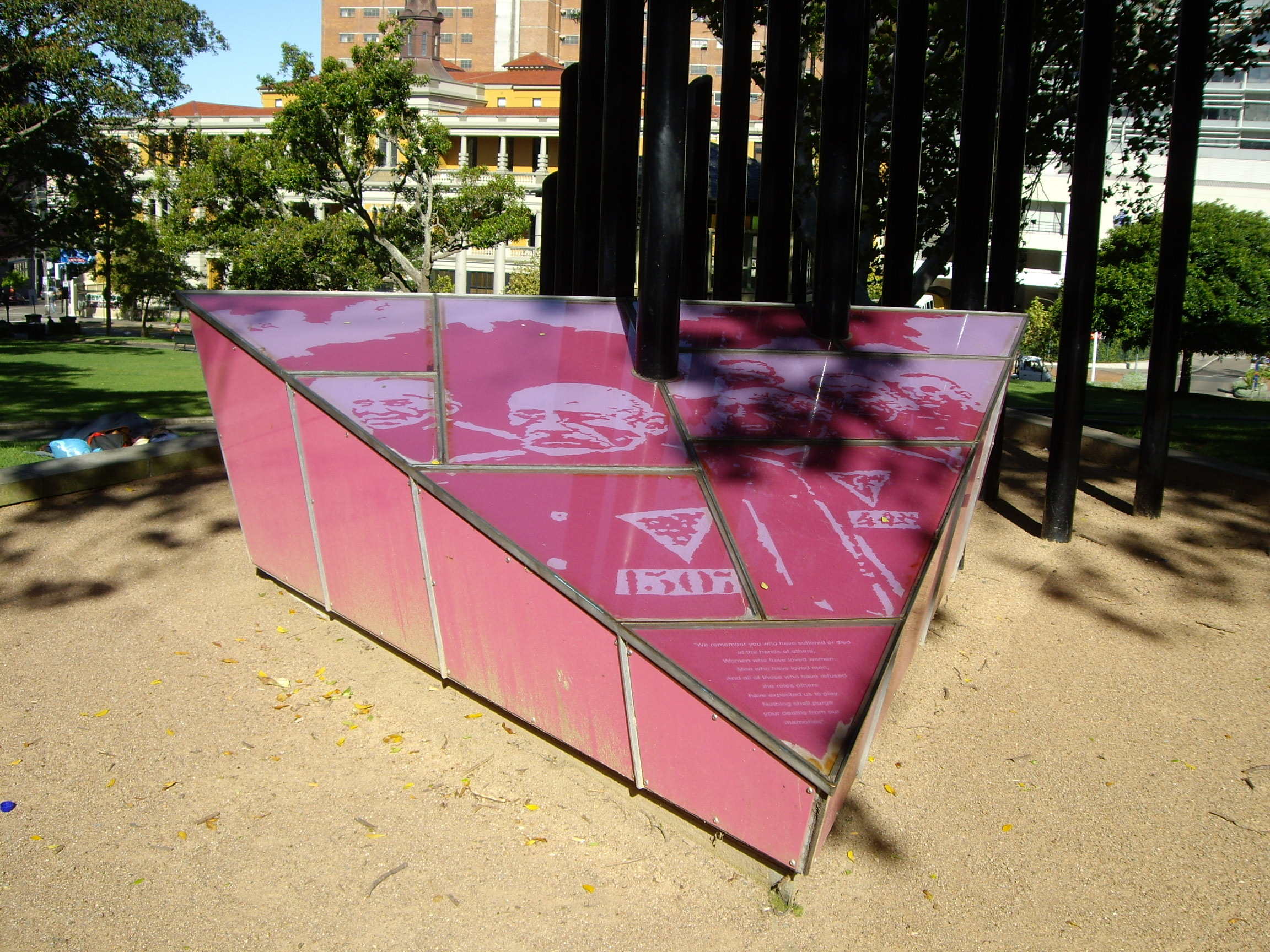
Memorial do Holocausto Gay e Lésbico de Sydney.

A socióloga norte-americana Arlene Stein reconhece que, embora houvesse um certo grau de homoerotismo nos esportes e na cultura física nazistas, canalizado para "militarismo, brutalidade e fixações ideológicas em figuras de liderança poderosas", isso não comprova as alegações revisionistas. Ela observa que os nazistas "identificavam a homossexualidade com a emasculação dos homens", o que ameaçava a família tradicional elogiada pela propaganda nazista. O sociólogo alemão Erwin J. Haeberle escreveu: "Estudiosos casuais do nazismo frequentemente presumem que Hitler e muitos líderes nazistas eram originalmente bastante tolerantes com a homossexualidade, que toda a liderança da SA, por exemplo, era homossexual e que a intolerância só se instalou após o assassinato de Rohm e seus amigos em 1934. No entanto, todas essas suposições são falsas".
Não há evidências de que os homossexuais estivessem super-representados no Partido Nazista, o que Siemens considera improvável devido às políticas homofóbicas dos nazistas. A historiadora Laurie Marhoefer conclui: "Embora notavelmente longevo, mutável, capaz de se regenerar em vários contextos e até mesmo entretido às vezes por historiadores respeitáveis, o mito de legiões de nazistas gays não tem base histórica". Daniel Siemens listou Alexander Zinn, Jörn Meve e Andreas Pretzel como escritores sobre a historiografia dos nazistas gays que concordariam com a declaração de Marhoefer.
De acordo com o historiador norte-americano Andrew Wackerfuss no livro Stormtrooper Families, tanto Hitler quanto Lively endossaram a ideia de que havia um "culto sinistro e intrigante" dentro da SA que era "responsável pelos excessos do fascismo", mas na verdade os membros homossexuais da SA estavam localizados dentro de redes heterossexuais mais amplas e não eram especialmente malignos. Wackerfuss enfatiza que "A grande maioria dos homossexuais eram antifascistas, enquanto a grande maioria dos fascistas eram heterossexuais", e que não há nada inerentemente fascista na homossexualidade ou vice-versa. Escrevendo no Journal of the History of Sexuality, Erik N. Jensen considera a ligação entre homossexualidade e nazismo como a recorrência de um "mito pernicioso... há muito dissipado" por "bolsas de estudo sérias". Na década de 1970, gays e lésbicas começaram a usar o triângulo rosa como um símbolo, em parte como uma tentativa de refutar "o mito cruel e influente criado pelos antifascistas de que os nazistas eram, nas palavras do historiador Jonathan Ned Katz, de alguma forma básica homossexuais". O historiador Jonathan Zimmerman descreveu a afirmação de que "os gays ajudaram a trazer o nazismo para a Alemanha" como "uma mentira descarada".
Em 2014, o historiador cultural alemão Andreas Pretzel escreveu que "O eco fantasioso dos nazis gays, que tem sido usado há décadas para marginalizar e desacreditar a perseguição homossexual, desapareceu em grande parte. A alegação implícita da culpa colectiva dos homossexuais perseguidos tornou-se assim parte da história da recepção da perseguição homossexual nazi". Em contraste, Siemens escreveu em 2017 que "o cliché do 'nazi gay' ainda está firmemente enraizado no imaginário cultural do movimento nazi".
Wackerfuss argumenta que ao "equacionar o desvio sexual e o desvio político", os leitores podem "descansar confortavelmente numa crença ingénua de que as suas sociedades, os seus círculos sociais e eles próprios nunca poderão cair em tentações fascistas". Na sua opinião, "a imagem do nazi gay tem, portanto, consequências muito reais para a política moderna", apesar da raridade de nazis gays reais. De acordo com Stein, os proponentes contemporâneos da teoria gay-nazi na direita religiosa têm quatro objectivos principais:
1. retirar dos gays o seu estatuto de "vítima" para diminuir o apoio público aos direitos LGBT;
2. criar uma divisão entre os eleitores LGBT e judeus, ambos grupos tradicionalmente progressistas;
3. criar um paralelo entre cristãos conservadores e judeus;
4. legitimar a ideia de que os cristãos são oprimidos nos Estados Unidos.